# K2-72e
K2-72e (EPIC 206209135.04)は確認されている太陽系外惑星であり岩石を多く含むと予想され、赤色矮星であるK2-72のハビタブルゾーンで公転している。ケプラーにより発見されたK2-72の惑星の中で最も外側にある。みずがめ座の方向に地球から約227.7光年(69.8pc、2.1538×1015km)離れた位置に存在する。この系外惑星はトランジット法によって発見された。
| 地球 | K2-72e    |
| ---- | --------- |
| 地球 | Exoplanet |

## 特徴

### 質量・半径・温度
K2-72eは地球型の系外惑星で、質量や半径は地球に類似している。平衡温度は289K(16℃)、半径は地球の1.29倍、質量は地球の2.7倍である。

### 主恒星
この系外惑星はM型赤色矮星であるK2-72の周辺を公転しておりK2-72の惑星系の中では一番長い公転周期を持つ。恒星K2-72は質量が太陽の0.21倍、半径は0.23倍、温度は3497Kであり、年齢は不明。なお、太陽の年齢は46億年であり、表面温度は5778Kである。K2-72の視等級も不明。

### 軌道
K2-72eは恒星の周りを24日で公転しており、軌道の半径は地球の0.1倍である。水星と太陽の距離が0.38AUであるため軌道半径はかなり短い。

## 居住可能性
この惑星は同じ惑星系に存在するK2-72cと共に大気の状況が良く液体の水が存在するとされるハビタブルゾーンに位置している。K2-72eは地球の1.29倍の半径を持つ岩石惑星である。K2-72は赤色矮星であり質量は太陽の約5分の1である。K2-72のような赤色矮星は寿命が長く5000億から6000億年ほどであり、これは太陽の約40から50倍に相当する。
この惑星は表面の一方が常に恒星の方を向き、もう一方は恒星の方を向かない潮汐ロックが起こると考えられている。この2つの境界には明暗境界線があり、水が存在するために温度が適している(約273K,0℃である)。また恒星から当たっていない方へ熱を移動させるのに十分な大気があればさらに居住可能性のある範囲が広がる。
しかし日光を浴びる量が地球よりも46%も多いため現在は海がなくなっている可能性もあり、その場合居住可能性がなくなる可能性もある。

## 発見
この惑星はK2-72の惑星系において他の3つの惑星と同時に発見された。探査機ケプラーのセカンドミッションの結果、2016年7月半ばに公表された。